# Ryda (naturreservat)
Ryda är ett naturreservat i Kinda kommun i Östergötlands län.
Området är naturskyddat sedan 2006 och är 19 hektar stort. Reservatet omfattar en brant västsluttning men en bit av Åsunden i norr. Reservatet består av naturskogsartad barrskog där tall dominerar.